# 대만의 신문 목록
이 문서는 중화민국에서 발행되는 신문 목록이다.
빈과일보(蘋果日報)가 2021년 인쇄 발행을 중단한 이후, 현재 세 개의 주요 일간지인 자유시보 (自由時報), 연합보 (聯合報), 중국시보 (中國時報)가 있다. 또한, 두 개의 주요 비즈니스 및 금융 신문인 상업시보(工商時報)와 경제일보(經濟日報)가 있다.
경쟁지인 타이완 뉴스(Taiwan News)가 2010년에, 차이나 포스트(The China Post)가 2015년에 인쇄 발행을 중단한 후, 타이베이 타임스 (英文台北時報)가 현재 중화민국에서 유일한 주요 영문 신문으로 남아있다.

## 기업 소유 미디어

### 주요 중국어 신문
| 이름     | 중국어 이름 | 소유주                  | 설립일 | 발행 부수 | 사설 논조                                                                     | 2020년 총통 선거에서의 정당 지지 |
| -------- | ----------- | ----------------------- | ------ | --------- | ----------------------------------------------------------------------------- | -------------------------------- |
| 자유시보 | 自由時報    | 자유시보 그룹           | 1980   | 529,178   | 자유주의, 민주진보당 지지, 타이완 독립 지지, 중화인민공화국 반대, 일본 우호적 | 민주진보당                       |
| 연합보   | 聯合報      | 연합보 그룹             | 1951   | 210,000   | 보수주의, 중국국민당 지지, 우호적인 양안 관계 지지                            | 중국국민당                       |
| 중국시보 | 中國時報    | 왕왕 차이나 타임스 그룹 | 1950   | 135,000   | 보수주의, 중국국민당 지지, 친중, 우호적인 양안 관계 지지                      | 중국국민당                       |

- 상업시보 (工商時報): 1978년 설립, 왕왕 차이나 타임스 미디어 그룹 소속
- 경제일보 (經濟日報): 1967년 설립, 연합보 그룹 소속

### 영문 신문
- 타이베이 타임스(英文台北時報): 1999년 설립, 자유시보 그룹 소속

경쟁지인 타이완 뉴스(Taiwan News)는 2010년에, 차이나 포스트(The China Post)는 2015년에 인쇄 발행을 중단했다.

## 정부 소유 미디어

### 중국어 뉴스 미디어
- 중앙통신사(中央通訊社) – 중화민국의 국립 통신사
- 진먼일보(金門日報) – 진먼현에 위치, 진먼현 정부 운영.
- 마쭈일보(馬祖日報) – 마쭈 열도에 위치, 롄장현 정부 운영.
- 청년일보 (青年日報) – 중화민국 국방부 운영

### 영문 뉴스 미디어
- 포커스 타이완(Focus Taiwan) – 중앙통신사 운영

## 기타 신문
- 중화일보(中華日報) – 타이난시 (남부 중화민국)
- 국어일보(國語日報) – 어린이 대상 신문, 모든 정체자에는 주음부호가 표기됨.
- 에포크타임스(大紀元時報)
- 타이완 시보 (臺灣時報) – 가오슝시 (남부 중화민국)
- 에포크타임스 – 뉴욕

## 온라인 신문
- 빈과일보(蘋果日報) – 2021년 인쇄 발행을 중단하고 완전 디지털 형식으로 전환한 주요 일간지
- 중앙일보(中央日報) – 중국국민당이 운영하는 정당 소속, 1945년부터 중화민국에서 운영 시작, 2006년 인쇄 발행 중단
- 자립만보 (自立晚報) – 2001년까지 인쇄 신문으로 발행
- 차이나 포스트(英文中國郵報) – 구 영문 신문, 2017년 인쇄 발행을 중단하고 완전 디지털 형식으로 전환
- 타이완 일보 (台灣日報) – 2006년 6월 인쇄 발행 중단
- 타이완 뉴스 (台灣英文新聞) – 구 영문 신문, 2015년 인쇄 발행을 중단하고 완전 디지털 형식으로 전환
- 더 뉴스 렌즈 (關鍵評論網)
- 펀스크린 위클리 (放映週報)

## 폐간된 신문
- 중시만보 (中時晚報) – 중국시보와 같은 그룹 소속, 1988년부터 2005년까지 발행
- 민성보(民生報)
- 연합만보(聯合晚報) – 연합보와 같은 그룹 소속, 2020년 폐간

## 같이 보기
- 중화민국의 미디어
- 중화민국의 텔레비전
- 국가통신전파위원회
- 중앙통신사